# Pollokshaws Burgh Hall

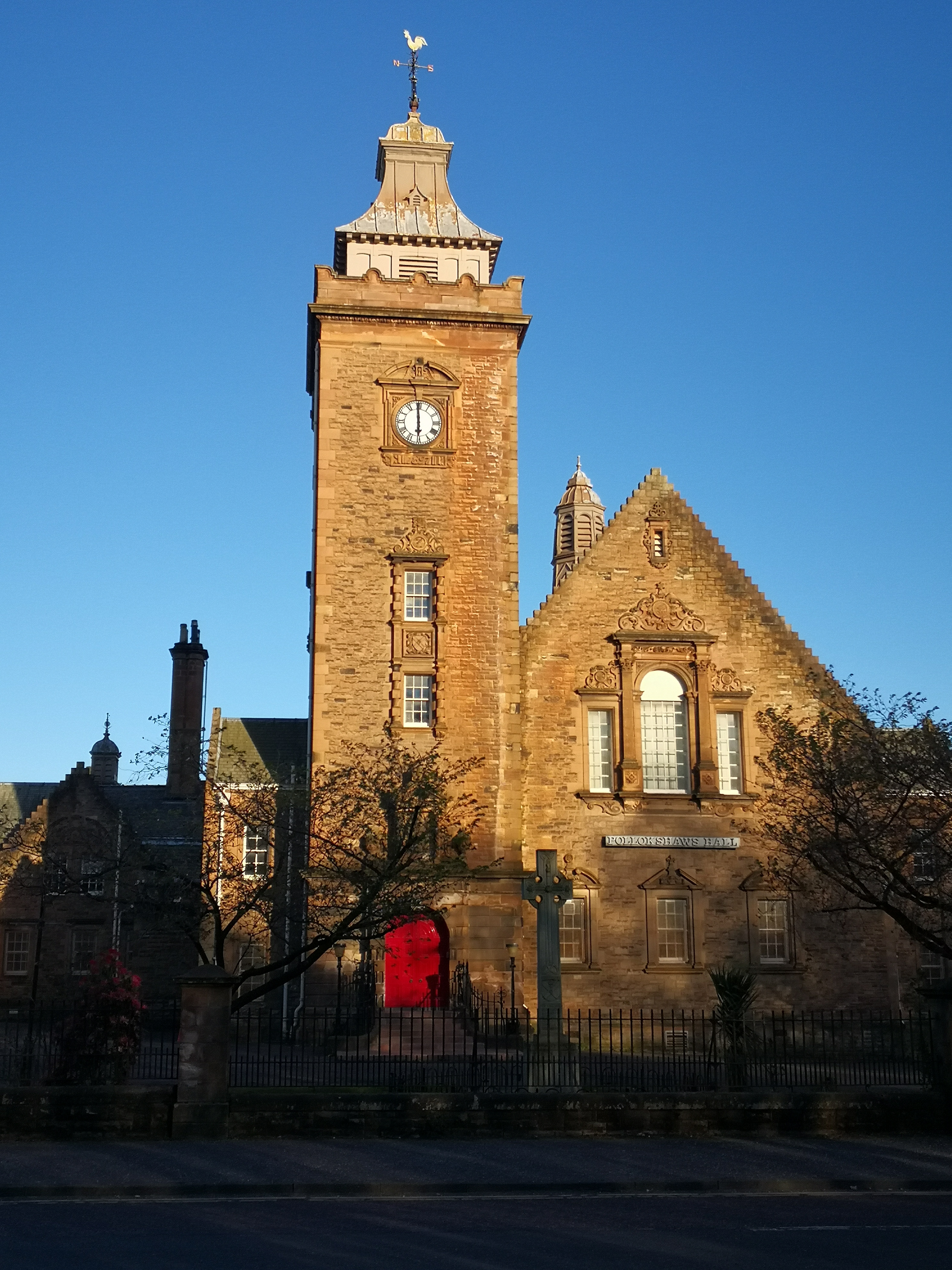
Pollokshaws Burgh Hall

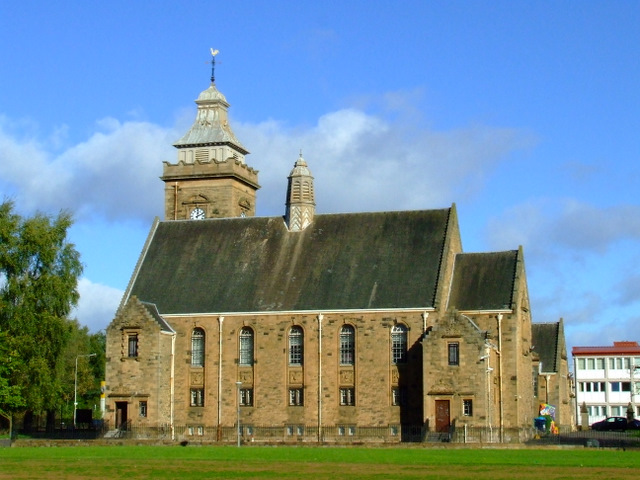
Seitenansicht

Die Pollokshaws Burgh Hall ist eine Gemeindehalle im Stadtteil Pollokshaws der schottischen Stadt Glasgow. 1970 wurde das Bauwerk in die schottischen Denkmallisten zunächst in der Kategorie B aufgenommen. Die Hochstufung in die höchste Denkmalkategorie A erfolgte 1998.

## Geschichte
John Stirling-Maxwell schenkte die Ländereien dem zu dieser Zeit eigenständigen Burgh Pollokshaws. Zweck war die Einrichtung einer Gemeindehalle. Das Gebäude wurde zwischen 1895 und 1897 nach einem Entwurf des schottischen Architekten Robert Rowand Anderson erbaut. Die Gesamtkosten lagen vermutlich um 20.000 £. Bis zur Verschmelzung Pollokshaws mit der Stadt Glasgow kam Stirling-Maxwell für die Unterhaltskosten auf. In den späten 1990er Jahren wurde die Gemeindehalle geschlossen. Im Jahr 2000 gründete sich der Pollokshaws Burgh Hall Trust, durch welchen das Gebäude instand gesetzt und betrieben wird.

## Beschreibung
Das Gebäude steht am Ostrand des Anwesens von Pollok House, das Stirling-Maxwell bewohnte, im südlichen Glasgower Stadtteil Pollokshaws. Es ist im Stile schottischen Neorenaissance ausgestaltet und greift Motive des kurz zuvor abgebrochenen Glasgow Colleges auf. Das Gebäude weist einen L-förmigen Grundriss auf. Sein Mauerwerk ist bossiert mit polierten Details. Giebel bekrönen teils die Fenster. Abschließende Giebel sind als Staffelgiebel gestaltet. An der Nordseite ragt ein markanter Turm auf. Er schließt mit einer geschwungenen Haube. Die Dächer sind mit Schiefer eingedeckt.